# XM291 Advanced Tank Cannon
Die XM291 Advanced Tank Cannon (ATAC) ist eine US-amerikanische Glattrohrkanone, die sich seit 1985 in Entwicklung befindet. Sie ist als zukünftige Hauptbewaffnung für Kampfpanzer vorgesehen. Die Waffe kann durch einen einfachen Rohrwechsel sowohl 120-mm-Munition als auch 140-mm-Munition verschießen. Eine 120-mm-Variante mit elektrothermisch-chemischer Antriebstechnik (ETC) befindet sich ebenfalls in Entwicklung. Zur Gewichtseinsparung und um eine bessere Balance zu ermöglichen, ist das Waffenrohr aus einem Kompositwerkstoff gefertigt.

## Entwicklungsgeschichte

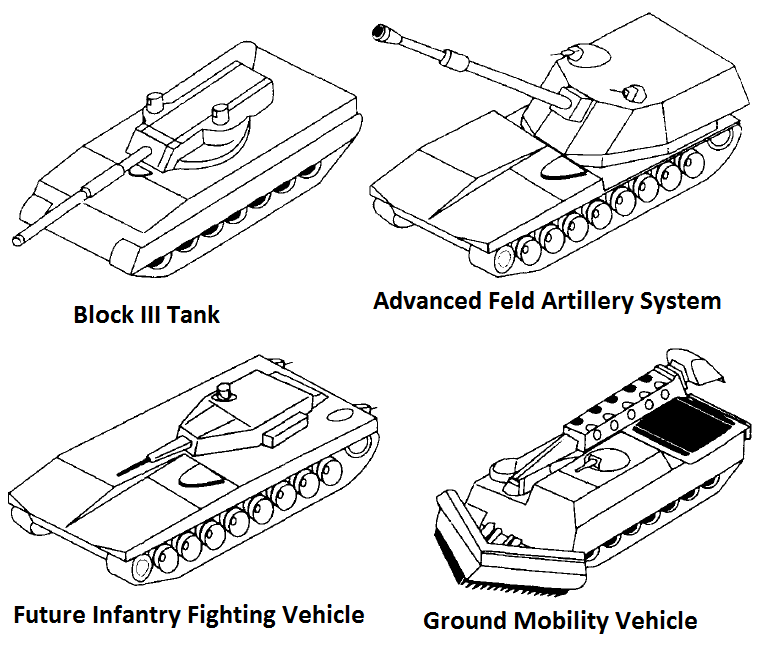
Konzepte der US-Armee für die schwere Plattform des ASM-Programms (1991)

Als die NATO 1983 von der Einführung des T-80 für die Streitkräfte des Warschauer Paktes und seinem Design erfuhr, war man überrascht, da man einen revolutionären Entwurf wie bei der Einführung des T-64 erwartete, aber durch ein evolutionär weiterentwickeltes Fahrzeug enttäuscht wurde. Um die Bedrohungslage besser abschätzen zu können, wurden im Anschluss sowjetische Kampfpanzer postuliert, welche dem T-80 nachfolgen sollten. Diese wurden als Future Soviet Tank, kurz FST bezeichnet:
- FST-1: Bezeichnet den T-80U und den T-72B, als Kampfwertsteigerung etablierter Modelle.
- FST-2: Kampfpanzer mit unbemanntem Turm und 2–3 Mann Besatzung in der Wanne, Blendlaser und immun gegen (zu diesem Zeitpunkt existierende) Panzerabwehrmunition der NATO. Die potentielle Bedrohung führte zur Einführung des M1A1HA mit Uranpanzerung.[2]
- FST-3: Das Fahrzeug sollte die existierenden Kampfpanzer wie den M1 Abrams deklassieren.[3] Zur Zerstörung des FST-3 wurde eine Kanone mit einer Mündungsenergie von 18 MJ als notwendig angesehen.[4]

Mit dem Ziel, die Betriebskosten zu senken, plante die US Army Mitte der 1980er-Jahre, 24 Kampffahrzeuge gleichzeitig zu entwickeln und zu bauen. Durch die Vereinheitlichung der Bauteile versprach man sich von diesem Armored Family of Vehicles Program Kostenvorteile. Allerdings wurde schnell klar, dass diese Maßnahme das Budget sprengen würde, so dass man sich im März 1985 auf eine schwere Plattform (vier Fahrzeuge) und eine mittlere Plattform (zwei Fahrzeuge) einigte. Im Februar 1990 wurde noch ein leichtes Armored Gun System ausgeschrieben, wobei das M8 Armored Gun System den Wettbewerb gewann. Das zentrale Element des als ASM-Programm bezeichneten Entwicklungsprogramms war der Block-III-Panzer, welcher dem FST-3 begegnen sollte. Da auf Basis des schweren Chassis auch die Schützenpanzerversion Future Infantry Fighting Vehicle (FIFV) entwickelt werden sollte, war auch eine Aufteilung des schweren Chassis in eine front- und heckgetriebene Variante angedacht. Letztlich einigte man sich jedoch auf eine schwere Einheitswanne mit Frontmotor.
1985 begann auch die Entwicklung der XM291, um die geforderte Vernichtungsleistung gegenüber dem FST-3 zu erreichen. Gleichzeitig startete die US Army Entwicklungsprogramme für das Waffensystem Kampfpanzer, die zu den TTB (Tank Test Bed) und CATTB (Component Advanced Technology Test Bed) Prototypen führten. Das CATTB wurde von 1987 bis 1988 erprobt und konnte den erfolgreichen Einsatz der 140-mm-Kanone XM291 und des XM91-Ladeautomaten demonstrieren. Ein Fahrzeug steht heute noch am Aberdeen Proving Ground für Tests. Die Weiterentwicklung der 140-mm-Variante wurde 1992 nach dem Zusammenbruch des Ostblocks eingestellt, nur die 120-mm-Version mit Pulver- und ETC-Technologie wird weiter verbessert. Im Januar 2000 konnte mit einer 120-mm-L/55-ETC-Kanone XM291 eine Mündungsenergie von 17 MJ und somit ein wichtiger Meilenstein erreicht werden. Weitere Tests wurden im August 2004 durchgeführt, als ein mit einem seriellen Hybridantrieb ausgestattetes M8 AGS, genannt „Lightning Bolt“, sieben modifizierte M829A2-APFSDS-Geschosse mit der ETC-Kanone abfeuerte. Der Treibladungsanzünder M129 wurde dabei durch einen koaxialen Plasmainjektor ersetzt.

## Technik

### Waffenanlage
Die XM291 ATAC wurde von den Benet Laboratories und dem Watervliet Arsenal (WVA) entwickelt, wobei auf die Erfahrung mit der 105-mm-Zugrohrkanone XM35 zurückgegriffen wurde. Dabei wurde vor allem die Konstruktion von Verschluss, Rückstoßdämpfer und Rauchabsauger übernommen. Um dem M1 Abrams eine unkomplizierte Erhöhung der Feuerkraft zu ermöglichen, sind die Abmessungen mit der M256 vergleichbar. Der Verschluss mit Rohraufnahme, Schildzapfen und Rückstoßdämpfern ist bei allen Versionen gleich. Die Rohraufnahme und der Verschluss können sich zur Aufnahme der Rückstoßkräfte auf 40 Zoll (1016 mm) langen Rohrrücklaufschienen bewegen. Dabei wird eine Bremshöchstkraft von bis zu 1.200 kN erreicht. Der Verschluss allein wiegt 1300 Pfund (590 kg). Die Konstruktion des Verschlusses wurde von der XM35 übernommen und wird dort als EX35 bezeichnet. Im Gegensatz zur M256, die einen einfachen Fallkeilverschluss verwendet, wird bei der XM291 ein Schraubenverschluss mit unterbrochenem Gewinde verwendet, welcher sich vertikal öffnet. Dadurch wird das Material an der Kontaktstelle zwischen Verschluss und Rohraufnahme weniger stark belastet, als wenn ein konventioneller Fallkeilverschluss verwendet würde, was die Lebensdauer verlängert.
Das Rohr, welches Lauf und Patronenlager enthält, kann entweder für 140-mm- oder 120-mm-Munition ausgelegt sein, wobei ein Rohrwechsel eine Stunde benötigt. Das 120-mm-Rohr mit 55 Kaliberlängen wiegt 3200 Pfund (1452 kg) und besitzt zwischen 125 und 160 Zoll (3175 bis 4064 mm), gemessen vom hinteren Rohrende aus, einen 30 Pfund (13,6 kg) schweren Rauchabsauger. In 259 Zoll (6579 mm) Entfernung vom hinteren Rohrende aus befindet sich der 12,4 Pfund (5,6 kg) schwere Kollimator der Feldjustieranlage. Trotz der größeren Kaliberlänge ist die Waffenanlage 91 kg leichter als die M256-Kanone und wiegt somit 3689 kg. Gegenüber der 120 mm L/55 von Rheinmetall (M256E1), die 4160 kg auf die Waage bringt, ist die Gewichtseinsparung signifikant. Die Masse des 140-mm-Rohres mit 47 Kaliberlängen wurde nicht veröffentlicht, dürfte aber etwa 40 % höher liegen.
Das Rohr ist aus einem Kompositwerkstoff gefertigt, um Gewicht zu sparen und eine bessere Balance der Waffenanlage zu ermöglichen. In den Jahren 1987 und 1988 wurden dazu in den Benet Laboratories und im Watervliet Arsenal Stahlrohre mit einer Hülle aus kohlenstofffaserverstärktem Kunststoff untersucht, welche Bismaleimide als Matrixmaterial verwendeten. In späteren Jahren wurde dann auf ein Stahlrohr mit MMC-Mantel gewechselt. Dabei werden 0,14 mm dicke Siliciumcarbid-Fasern um das geschmiedete Rohr gewickelt, und diese während des Vorganges mit Aluminium 6061 im Plasmaspritzverfahren beschichtet. Der Volumenanteil des SiC liegt am Ende bei etwa 47 %. Das Endprodukt wird dann stufenweise bedruckt und schließlich einer Autofrettage unterzogen. Um die Eigenspannungen zu reduzieren, wird das Rohr danach erwärmt. Aus Korrosionsschutzgründen und um eine bessere Haftung zu gewährleisten, wird die Zwischenschicht – das heißt das Äußere des Stahlrohres – vorher mit einer 0,25 bis 0,5 µm dicken Schicht aus Nickel, Silber und einer Aluminium-Silber-Legierung mit 10 % Silberanteil beschichtet.
Das Rohr wird danach mit einer Wärmeschutzhülle versehen, um den Einfluss von Wind und Wetter auf die Waffenanlage zu reduzieren. Als Besonderheit wurde hier das „Dynamically Tuned Shroud (DTS)“-Konzept getestet, um die Eigenschwingungen der Waffe zu reduzieren. Dabei wird der vordere Teil der Wärmeschutzhülle, welche gemäß Patentschrift aus dünnem Aluminium besteht, über einen Spannring am Rauchabsauger befestigt. Das vordere Ende ist über radiale Spiralfedern mit dem Rohr verbunden. Diese sind mit Schrauben an der Wärmeschutzhülle befestigt, über welche die Federhärte und somit das Schwingungsverhalten eingestellt werden kann. Zur Dämpfung ist an der Übergangsstelle zwischen Federn und dem Ring der Wärmeschutzhülle eine dünne Schicht Gummi eingebaut. Damit wurden 2001 Fahrversuche mit dem M1A1 am Aberdeen Proving Ground durchgeführt. Allerdings wurden keine Testschüsse abgefeuert, da das System nicht robust genug war. Bei späteren Tests mit der M256E1 wurden die Schrauben- durch Blattfedern ersetzt, auch um die Sichtlinie der Feldjustieranlage nicht mehr zu beeinflussen. Nach Testschüssen wurde eine weiter verbesserte Version ohne Stellschrauben entwickelt.
Um Präzision und Schwingungsverhalten der XM291 zu untersuchen, wurden vor 1990 Schusstests mit der dafür neuentwickelten KE-Munition XM866 und HEAT-Munition XM831 durchgeführt. Die Anforderung war, dass die Krümmung des gesamten Laufes 0,05 Zoll (1,27 mm) nicht überschreiten dürfe, oder 0,01 Zoll (0,25 mm) auf einer Rohrlänge von 25 Zoll (635 mm). Die Durchbiegung durch das Eigengewicht ist dabei nicht berücksichtigt. Diese Präzisionsangaben liegen signifikant über den üblichen, vorher gültigen Werte für Panzerkanonen. Bei den Testschüssen schwang die Mündung beim Verschuss der XM321 HEAT um 0,005 Zoll (0,127 mm), beim XM866 KE um 0,0015 Zoll (0,038 mm). Dies entspricht einer Abweichung von 0,05 Milliradiant (0,0028°) und ist gegenüber dem akzeptierten Wert von 0,25 mil (0,014°) für Panzerkanonen vernachlässigbar. Dabei handelt es sich allerdings nur um die Ungenauigkeit des Rohres, andere Faktoren wie die Stabilisierungsanlage und dynamische Lasten durch die Fahrt sind darin nicht enthalten.

### Ladeautomaten

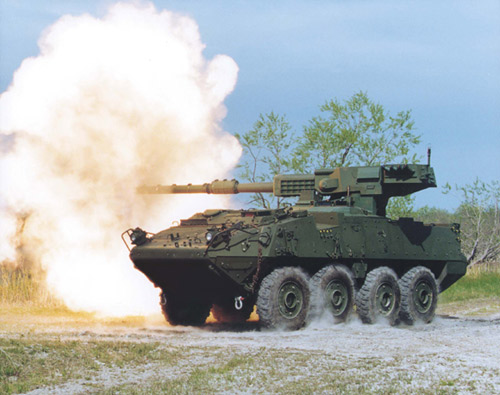
Stryker MGS mit 105-mm-Kanone

Da die zweiteilige 140-mm-Munition nur mühsam von einem Ladeschützen in das Patronenlager befördert werden kann und die Arbeit eines menschlichen Laders bei zügiger Geländefahrt stark erschwert wird, wurde der Einsatz der XM291 ATAC immer zusammen mit einem Ladeautomaten geplant. Die erst später in den Fokus gerückte 120-mm-Version kann theoretisch auch von Hand geladen werden, wie dies heute bereits üblich ist. Die für das CATTB und den Block-III-Kampfpanzer konzipierten Autolader werden hier kurz beschrieben:
- CATTB: Das Component Advanced Technology Test Bed sollte einen Teil der Technik erproben, welche im Block-III-Kampfpanzer verbaut werden sollte. Gleichzeitig sollte damit eine Kampfwertsteigerung für den M1 Abrams aufgezeigt werden. Dazu wurde das Advanced Integrated Propulsion System (AIPS) in die Wanne integriert, und zusätzliche Staubschürzen an den Seitenschürzen befestigt. Die Turmfront, -seiten und -dachpanzerung wurde massiv verstärkt und die 140-mm-Pulverkanone XM291 mit dem XM91-Ladeautomat eingebaut. Ein besseres Feuerleitsystem war angedacht, konnte aber im Rahmen des Budgets nicht verwirklicht werden.

Der XM91 Autolader arbeitet wie folgt: Im Heck des Turmes, das wegen der längeren 140-mm-Geschosse nach hinten verlängert werden musste und den Raum des Staukorbes mit einschließt, befinden sich links und rechts zwei Trommeln des FASTDRAW-Magazins. Die Trommeln sind durch eine Panzerwand getrennt, sodass der Munitionsbunker im Heck des Turmes zweigeteilt wird. Pro Trommel sind zwei Blow-out-Panels am Turmdach angebracht. Durch die Honigwabenbauweise der Trommeln besitzen diese eine hohe Packungsdichte und ein geringes Gewicht. Jede Trommel kann (je nach Quelle) 17 oder 18 Patronen aufnehmen, sodass 34–36 Schuss in Bereitschaft liegen. Der Raum des Ladeschützen wird durch eine Art Industrieroboter eingenommen. Dieser setzt die Ladeschale an eines der beiden Ausgabefenster an, fährt einen Greifer in den Munitionscontainer und zieht die Munition aus dem Magazin in die Ladeschale. Danach bringt sich der Laderoboter durch Lateralbewegungen hinter das Patronenlager der XM291. Der Kettenansetzer rammt die Munition nun in die Patronenkammer und die Waffe verriegelt. Der Laderoboter entfernt sich zur Seite, nach dem Schuss beginnt der Zyklus von vorne. Die Anlage kann eine Kadenz von acht bis zwölf Schuss pro Minute erreichen.
- Block-III-Panzer: Ein Konsortium unter Führung von General Dynamics Land Systems (GDLS) erhielt im Dezember 1990 von der US-Armee den Auftrag, einen Kampfpanzer der nächsten Generation zu entwickeln. Im Gegensatz zum Panzerkampfwagen 2000 war das Fahrzeug als Fronttriebler mit LV100-Gasturbine, drei Mann Besatzung und einer scheitellafetierten 140-mm-Pulverkanone XM291 konzipiert. Um trotz des Raumbedarfs für den Antriebsstrang einen adäquaten Frontschutz zu gewährleisten, wurde die Wannenfront sehr stark geneigt, um die effektive Panzerungsstärke zu erhöhen. Der Fahrer war klassisch in der Wannenfront untergebracht, im Turmkorb sollten Kommandant und Schütze Platz nehmen.

Die exakte Bauart des Ladeautomaten unterliegt noch der Geheimhaltung, was zu Desinformationskampagnen führt. So stellte ein Bericht des ARMOR-Magazins der US-Streitkräfte den Panzer mit einem vollwertigen Turm dar, oder behauptet neben dem Bandlader im Wannenheck ein Munitionskarussell unter dem Turm, bei dem die Besatzung keinen Platz mehr hätte. Die folgende, ebenfalls im Magazin abgebildete Lösung ist die wahrscheinlichste: Im Heck der Wanne befindet sich ein mehrstöckiger Bandlader, der den Munitionsvorrat enthält. Steht der Turm auf 12-Uhr-Position, kann der Bandlader ein Transferstück mit Munition bestücken, welches sich in der Mitte der Turmkorbes zwischen beiden Soldaten befindet. Im Bericht sind hier nur zwei Hebel abgebildet, was unsinnig erscheint, wahrscheinlicher ist eine Munitionstrommel wie beim Stryker MGS. In jeder beliebigen Turmstellung kann sich die Trommel nun so drehen, dass die gewünschte Munition am Ladearm zum Stehen kommt. Zum Laden wird das hintere Ende der Kassette angehoben und dann mit Hilfe eines Ladearms axial in das Heck der Scheitellafette gezogen. Dort schwenkt das vordere Ende der Kassette nach oben, um mit dem Rohr der Waffe fluchtend zu sein. Nun wird die Patrone und die Treibladung mit einem Rammer in die Kammer geschoben und die Waffe verriegelt. Der Prozess läuft nun umgekehrt: Die leere Kassette kippt vorne ab und wird dann durch den Ladearm axial in die Trommel gesteckt, wo das Ende der Kassette ebenfalls abschwenkt. Die Trommel kann sich nun zur nächsten Patrone drehen, und der Zyklus beginnt von vorne.
Die Scheitellafette des Block-III-Panzers sieht dem Low Profile Turret des Expeditionary Tank und des Stryker MGS sehr ähnlich, da alle Produkte von GDLS gefertigt werden. Vermutlich wurden dieselben Pläne verwendet, da die M256- mit der M68-Kanone im Abrams kompatibel ist und die XM291 wiederum mit dem Einbaumaßen der M256 klarkommen musste. Das Stryker Mobile Gun-System verwendet anstelle des Bandladers im Wannenheck eine Munitionstrommel von Meggitt Defense Systems mit zehn Schuss. Diese kann die Transfertrommel bestücken, wenn sich der Turm auf 12-Uhr-Position befindet. Der Rest dürfte, bis auf die kleinere Munition, fast identisch sein.

### Munition
Die 140-mm-Munition ist etwa 1,5 Meter lang und zweigeteilt. Die Patrone hat eine Länge von etwa einem Meter und ist mit einer abbrennenden Hülse ausgestattet, an deren Ende ein Übertragungszünder sitzt. Die Zusatztreibladung ist etwa einen halben Meter lang und mit einer abbrennbaren Hülse mit einem Hülsenstummel aus Stahl ausgerüstet, die den eigentlichen Zünder enthält. Beim Zusammenschieben verbinden sich beide Teile durch einen Schnappverschluss, was auch die Übertragung der Zündladung ermöglicht. Die 140-mm-Munition kann aus allen NATO-Kanonen dieses Kalibers, wie der NPzK-140 der RGR Armament GmbH verschossen werden, da sie im Rahmen des multinationalen FTMA-Programms entwickelt wurde. Die Munition wurde bereits standardisiert und mit XM-Nummern versehen:
- XM964 APFSDS: Wuchtmunition, erschien zur gleichen Zeit wie die M829A1. Der Aufbau dürfte deshalb identisch sein. Die Mündungsenergie liegt bei etwa 23 MJ.[24]
- XM965 HEAT: Mehrzweckgeschoss mit Hohlladung und Splittermantel gegen halbharte und weiche Ziele.
- XM966 Üb-Mun: Übungsmunition für beide Geschossarten.

Die 120-mm-Munition ist nach STANAG 4385 vereinheitlicht. Die 120-mm-Version kann deshalb die komplette NATO-Munitionspalette dieses Kalibers verschießen. Exemplarisch sind dies:
- M829A3 APFSDS: Aktuelle Wuchtmunition der US-Armee. Der Gewinn an Mündungsenergie wird wie bei der 120 mm L/55 von Rheinmetall bei etwa +15 % gegenüber der L/44 betragen.
- M830 MPAT: Ein Hohlladungsmehrzweckgeschoss für leichte Bodenziele und langsame, niedrigfliegende Luftziele.
- M865 KE-Üb: Übungsmunition für das Wuchtgeschoss[24]

## Bilder
- XM291-Waffenanlage, vmtl. 140-mm-Variante
- CATTB mit 140-mm-Kanone und vergrößertem Turmheck